# Nick de Firmian
Nick de Firmian (* 26. července 1957, Fresno), je americký šachový velmistr a trojnásobný americký šachový šampion. Tento turnaj vyhrál v roce 1987 (s Joelem Benjaminem), v roce 1995 a také v roce 1998. První na tomto turnaji skončil také v roce 2002, playoff tehdy ale vyhrál Larry Christiansen.
Reprezentoval USA na několika mezipásmových turnajích, také hrál za tým USA na šachové olympiádě, a to v letech 1980, 1984, 1986, 1988, 1990, 1996, 1998 a 2000. Titul mezinárodního mistra získal v roce 1979, v roce 1985 získal titul velmistra. V devadesátých letech žil v Dánsku a v současné době žije v Kalifornii.
V roce 1983 vyhrál kanadský open. V roce 1986 vyhrál World Open a získal tak první cenu 21 000 $, což byl tehdy pro turnaj hraný švýcarský systémem absolutní rekord. De Firmian byl zakládajícím členem skupiny Prochess, která se věnuje propagaci šachů ve Spojených státech. Vystudoval fyziku na Kalifornské univerzitě v Berkeley.
De Firmian je známým odborníkem na šachové zahájení. V roce 1990 vydal 13. vydání knihy Modern Chess Openings. V roce 1999 pak napsal 14. vydání, které je spolu s Nunn's Chess Openings (NCO) považováno za výborný zdroj o zahájení v angličtině. Pomohl také připravit šachovou knihu zahájení pro tým IBM Deep Blue pro úspěšný zápas s Garrym Kasparovem v roce 1997.
V roce 2006 poupravil a rozšířil knihu Chess Fundamentals z roku 1921, kterou napsal José Capablanca. Následně byla ostře kritizována šachovým historikem Edwardem Winterem, který tvrdil, že de Firmian knihu „zničil“ změněním typu psaní a odstraněním Capablancy z předchozích vydání tak, aby kniha zahrnovala pouze nové partie, které Capablanca nehrál. De Firmian také napsal 15. vydání MCO, které vyšlo v dubnu 2008.

## Knihy
Seznam některých de Firmanových šachových publikací.
- DE FIRMIAN, NICK. Modern chess openings : MCO-14. 14th ed. vyd. New York: David McKay Dostupné online. ISBN 0-8129-3084-3, ISBN 978-0-8129-3084-9. OCLC 43038189
- FEDOROWICZ, John; DE FIRMIAN, Nicholas. The complete Benko gambit. 2. vyd. [Los Angeles?]: Summit Pub Dostupné online. ISBN 0-945806-14-0, ISBN 978-0-945806-14-1. OCLC 33454623
- CAPABLANCA, José Raul; DE FERNIAN, Nicholas. Chess fundamentals : completely revised and updated for the 21st century. Completely revised and updated. vyd. New York: [s.n.] Dostupné online. ISBN 0-8129-3681-7, ISBN 978-0-8129-3681-0. OCLC 66254479